# Synagoge (Działdowo)

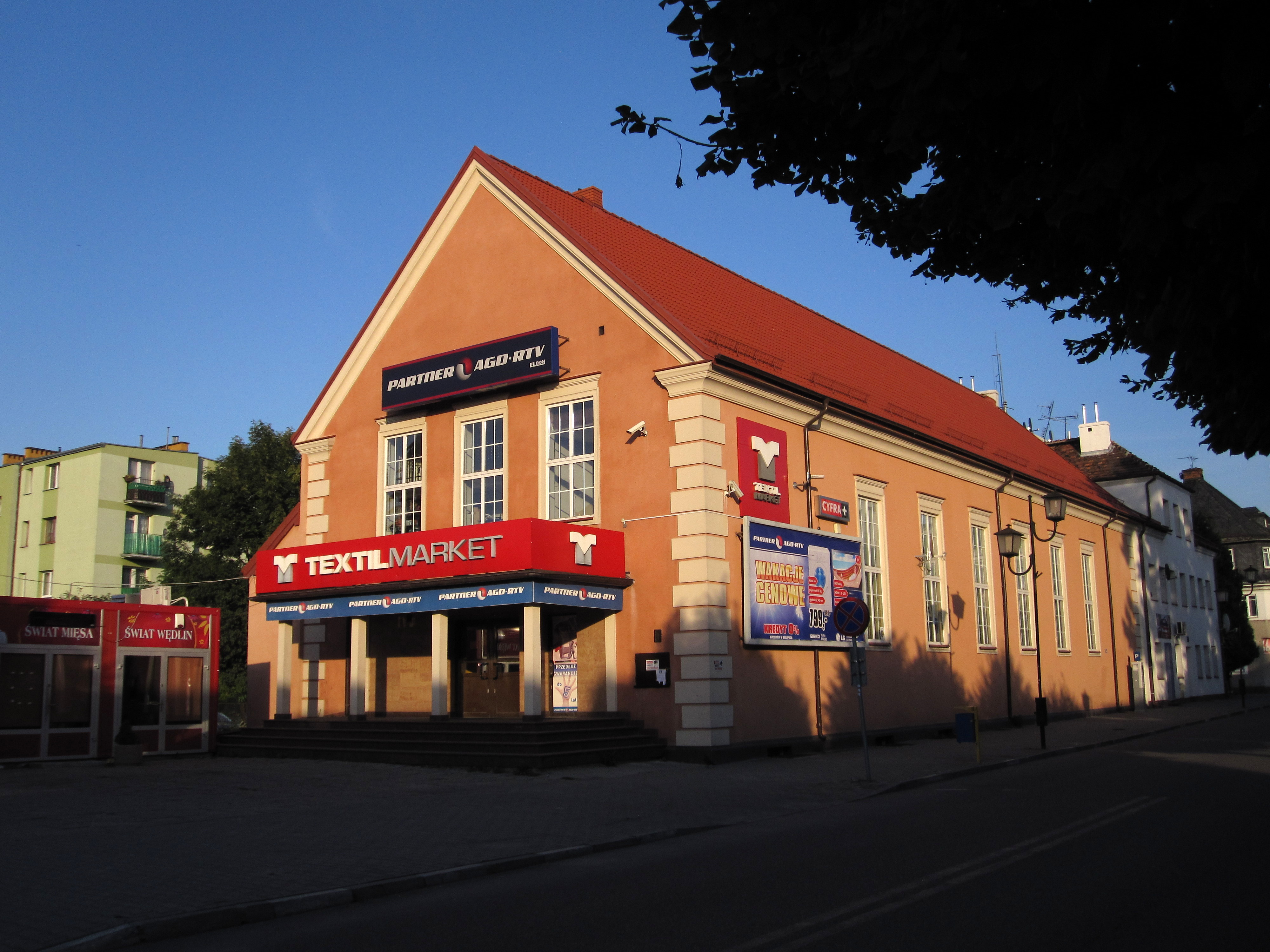
Ehemalige Synagoge in Działdowo (2012)

Die Synagoge in Działdowo (deutsch Soldau), einer polnischen Stadt im Powiat Działdowski in der Woiwodschaft Ermland-Masuren, wurde 1874 errichtet. Sie wurde vom Handelsmann Isidor Butow finanziert.
Die profanierte Synagoge in der damaligen Bahnhofstraße, heute Władysław-Jagiełło-Straße 13, wurde nach der Verwüstung durch die deutschen Besatzer im Zweiten Weltkrieg bis 1993 als Kino genutzt.
Im Gebäude befindet sich seit 2002 ein Textilgeschäft.